# لائورا تروشل
لائورا تروشل (ایتالیایی: Laura Troschel؛ زاده ۳ نوامبر ۱۹۴۴ – درگذشته ۲۹ سپتامبر ۲۰۱۶) بازیگر، خواننده، مدل ایتالیایی بود.
از فیلم‌های معروف او می‌توان به بازی در آن روز نفرین‌شدهٔ تسویه‌حساب، شب زفاف، ایمپریا، روسپی درباری کبیر، چهار مگس روی مخمل خاکستری، سلام مریخی، فضول و زیبایی زنان اشاره کرد.